# العلاقات البالاوية الليبية
العلاقات البالاوية الليبية هي العلاقات الثنائية التي تجمع بين بالاو وليبيا.

## مقارنة بين البلدين
هذه مقارنة عامة ومرجعية للدولتين:
| وجه المقارنة                                              | بالاو                         | ليبيا                                       |
| --------------------------------------------------------- | ----------------------------- | ------------------------------------------- |
| المساحة (كم2)                                             | 465                           | 1.76 مليون                                  |
| عدد السكان (نسمة)                                         | 21.73 ألف                     | 6.37 مليون                                  |
| الكثافة السكانية (ن./كم²)                                 | 4.67 ألف                      | 3.62                                        |
| العاصمة                                                   | نغيرولمود، كورور              | طرابلس                                      |
| اللغة الرسمية                                             | لغة إنجليزية، اللغة البالاوية | اللغة العربية، اللغة العربية الفصحى الحديثة |
| العملة                                                    | دولار أمريكي                  | دينار ليبي                                  |
| الناتج المحلي الإجمالي (بليون دولار)                      | 291.54 مليون                  | 50.98 مليار                                 |
| الناتج المحلي الإجمالي (تعادل القوة الشرائية) بليون دولار | 326.12 مليون                  | 69.32 مليار                                 |
| الناتج المحلي الإجمالي الاسمي للفرد دولار أمريكي          | 13.50 ألف                     |                                             |
| الناتج المحلي الإجمالي للفرد دولار أمريكي                 | 14.76 ألف                     | 15.60 ألف                                   |
| مؤشر التنمية البشرية                                      | 0.780                         | 0.724                                       |
| رمز المكالمات الدولي                                      | +680                          | +218                                        |
| رمز الإنترنت                                              | .pw                           | .ly                                         |
| المنطقة الزمنية                                           | ت ع م+09:00                   | ت ع م+02:00، توقيت شرق أوروبا               |

## منظمات دولية مشتركة
يشترك البلدان في عضوية مجموعة من المنظمات الدولية، منها:
| علم المنظمة | اسم المنظمة                        | تاريخ انضمام بالاو | تاريخ انضمام ليبيا |
| ----------- | ---------------------------------- | ------------------ | ------------------ |
|             | مؤسسة التنمية الدولية              | 16 ديسمبر 1997     | 1 أغسطس 1961       |
|             | الأمم المتحدة                      | 15 ديسمبر 1994     | 14 ديسمبر 1955     |
|             | منظمة حظر الأسلحة الكيميائية       | ?                  | ?                  |
|             | مؤسسة التمويل الدولية              | 16 ديسمبر 1997     | 18 سبتمبر 1958     |
|             | وكالة ضمان الاستثمار متعدد الأطراف | 16 ديسمبر 1997     | 5 أبريل 1993       |
|             | يونسكو                             | 20 سبتمبر 1999     | 27 يونيو 1953      |
|             | البنك الدولي للإنشاء والتعمير      | 16 ديسمبر 1997     | 17 سبتمبر 1958     |

## وصلات خارجية
- موقع وزارة الخارجية الليبية